# Vals (volksverhaal)
Vals is een volksverhaal uit Suriname.

## Het verhaal
Kakalaka Kakkerlak komt langs als Meester Superspin Anansi zich verveelt. Anansi wedt dat hij sneller ergens bovenin is dan Kakalaka en deze wijst een awara-palmboom aan. Kakalaka vliegt naar boven en Anansi roept dat hij had moeten klimmen, hij kan zelf niet vliegen en had hier niet aan gedacht. Anansi klimt naar boven en prikt zich aan de stekels in de plant, hij wil een scheidsrechter en roept Kakafowroe Haan. Anansi legt de weddenschap uit, maar Kakafowroe heeft alleen interesse in Kakalaka. Kakafowroe laat Kakalaka naar zich toe lopen over de grond en eet hem op. Anansi vindt dit een goede straf voor het valsspelen.
Neef Kakalaka Kakkerlak heeft alles gezien en wil wraak nemen. Kakafowroe en Masra Botro (Meneer Boter) zijn bevriend en maken elke dag een wandeling. Elke dag rent Masra Botro als eerste naar huis en op een dag verstopt Kakafowroe de sleutel van hun huisje. Masra Botro kan niet naar binnen als de zon opkomt en begint te huilen en smelten. Neef Kakalaka Kakkerlak heeft zijn kans afgewacht en laat Kakafowroe een mes halen. Neef Kakalaka Kakkerlak vliegt omhoog met het mes en laat deze op Kakafowroe vallen. Hij pakt dode Kakafowroe op en stopt hem samen met Plasje Boter in een pan.
Tot op de dag van vandaag ruikt het heerlijk naar gebraden vlees in vele keukens, allemaal dankzij (de wraak van) Neef Kakalaka Kakkerlak.

## Achtergronden
- Anansi heeft eigen opvattingen over eerlijkheid.
- Een anansi-tori mag niet op zondag verteld worden als er kerkdiensten bezig zijn en ook niet op klaarlichte dag, tenzij je een ooghaar uittrekt.
- Anansi was de zon zelf, daarom mag zijn naam niet worden uitgesproken als de zon schijnt.
- De anansi-tori zijn populair in sterfhuizen, op plechtige en vrolijke bijeenkomsten op de achtste dag na een begrafenis en op latere dodenherdenkingsfeesten.